# Soğukçeşme Sokağı

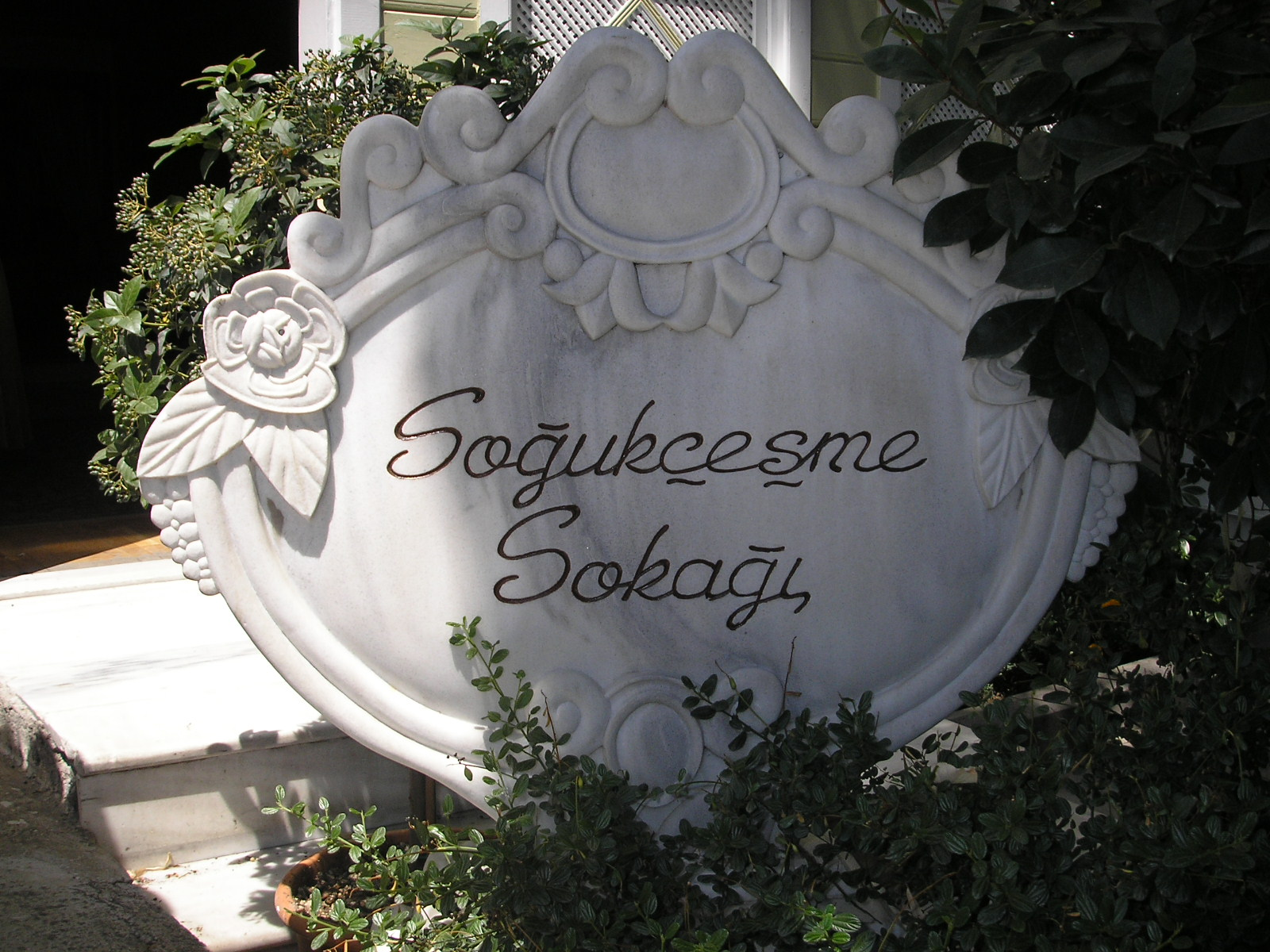
Targa in marmo della strada al suo ingresso meridionale

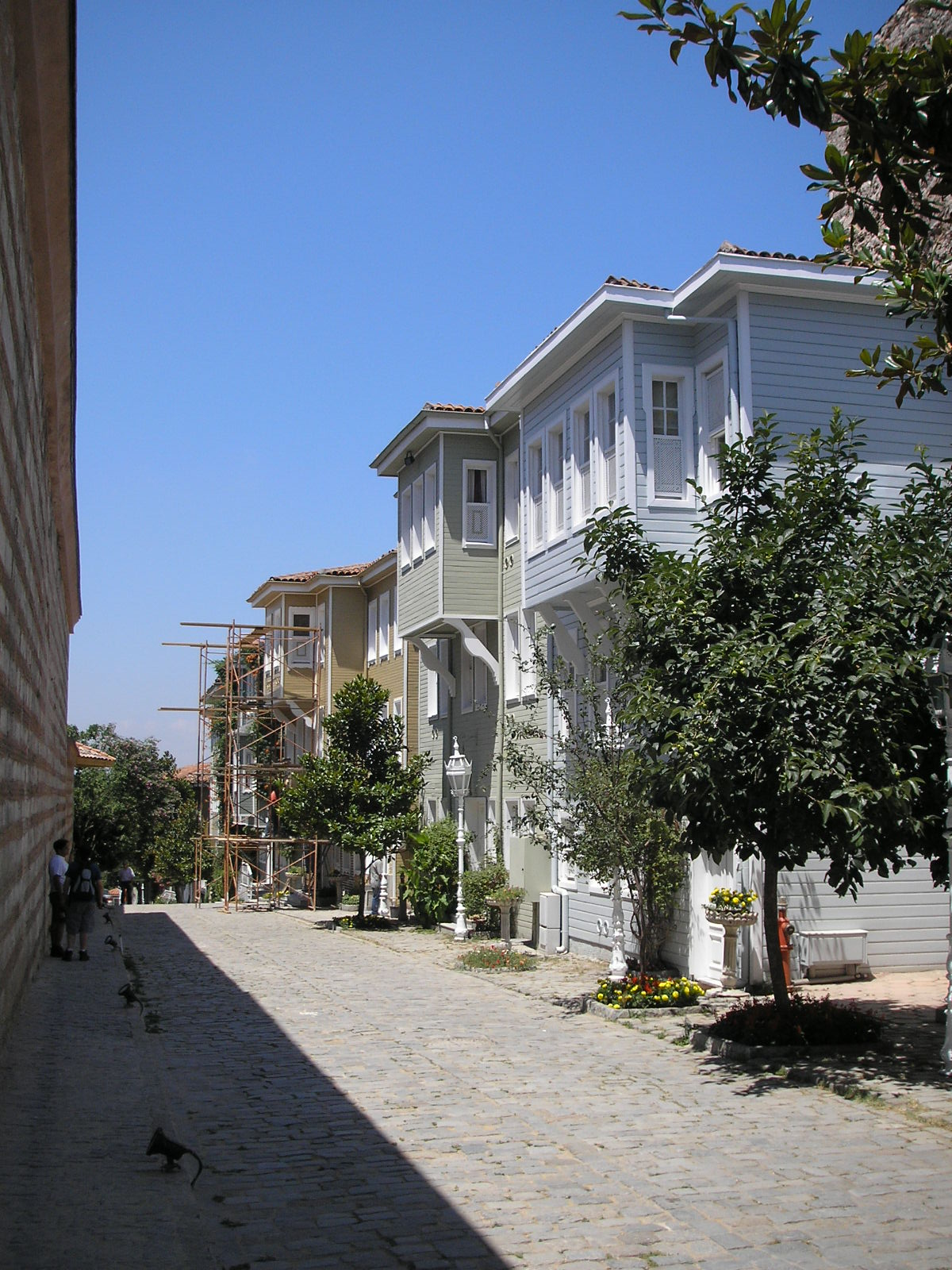
Soğukçeşme Sokağı con case Ottomane tipiche del tardo 19o secolo

Soğukçeşme Sokağı (trad.: "Viale della Fontana Fredda") è una piccola strada con case storiche situata nel distretto di Fatih (che coincide con la città murata), nella mahalle di Sultanahmet a Istanbul, in Turchia.

## Descrizione
La strada, stretta tra la Basilica di Santa Sofia e il Palazzo Topkapı, è chiusa al traffico veicolare e prende il nome dalla fontana situata alla sua fine del Parco di Gülhane. Le case ottomane in legno a due o tre piani, composte da quattro a dieci stanze, risalgono al XIX-XX secolo e sono state restaurate per iniziativa di Çelik Gülersoy nel 1985-1986. Chiamate "Ayasofya Konakları" ("residenze di Hagia Sophia"), nove delle case sono gestite come una catena di ostelli dal Touring and Automobile Club of Turkey (TTOK). Le case prendono il nome dagli arbusti di fiori piantati accanto a loro come "Yaseminli Ev" (casa del gelsomino), "Mor Salkımlı Ev" (casa del glicine), "Hanimeli Ev" (casa del caprifoglio), ecc. Gli edifici sono decorati nello stile del XIX secolo, con mobili in stile come letti e consolle, tende di seta, poltrone di velluto e specchi dorati. L'ospite più notevole dell'ostello è stata la regina Sofia di Spagna, che alloggiò lì per quattro notti nella primavera del 2000.
In questa strada si trova anche il luogo di nascita del 6º presidente della Turchia, Fahri Korutürk (1903-1987). Una delle case ospita la biblioteca "İstanbul Kitaplığı" con oltre 10.000 libri su Istanbul di proprietà della Fondazione Çelik Gülersoy. All'estremità della strada verso il Parco Gülhane c'è una cisterna bizantina, che oggi ospita il Ristorante Sarnıç.